# Björketjärnstjärnen
Björketjärnstjärnen är en sjö i Säffle kommun i Värmland och ingår i Göta älvs huvudavrinningsområde. Sjön har en area på 0,226 kvadratkilometer och ligger 100 meter över havet.

## Delavrinningsområde
Björketjärnstjärnen ingår i det delavrinningsområde (658165-131970) som SMHI kallar för Utloppet av Finnsjön. Medelhöjden är 132 meter över havet och ytan är 13,25 kvadratkilometer. Räknas de 4 avrinningsområdena uppströms in blir den ackumulerade arean 52,53 kvadratkilometer. Gullsjöälven (Åtorpsälven) som avvattnar avrinningsområdet har biflödesordning 4, vilket innebär att vattnet flödar genom totalt 4 vattendrag innan det når havet efter 237 kilometer. Avrinningsområdet består mestadels av skog (69 procent). Avrinningsområdet har 2,05 kvadratkilometer vattenytor vilket ger det en sjöprocent på 15,5 procent.